# 池田斉政
池田 斉政（いけだ なりまさ）は、備前岡山藩6代藩主。岡山藩池田家宗家8代。

## 生涯
安永2年（1773年）4月8日、第5代藩主・池田治政の次男として江戸藩邸で生まれる。庶出の兄政恭がいたが、正室の子であったことから長男として届出がなされた。寛政2年（1790年）に元服する。寛政6年（1794年）3月8日、父の隠居により跡を継ぎ、第11代将軍・徳川家斉から偏諱を授かって初名の政久（まさひさ）から斉政に改名した。
父・治政の代の放漫財政を改めて、役職に見合う予算制度の導入や出費の制限など、倹約財政を断行して藩財政の回復を図った。また、文化振興や有能な人材登用などにも努め、藩政をいくらかは再建している。
文政2年（1819年）、嫡子・斉輝が23歳で早世し、文政3年（1820年）に斉輝の長男・本之丞も5歳で死去した。そのため、弟・政芳の長男・斉成を婿養子に迎えるが、文政9年（1826年）8月に斉成も18歳で死去した。その後、幕府から将軍・家斉の子女を養子に迎えるようにもちかけられるものの、それを断って文政9年（1826年）10月に薩摩藩主・島津斉興の次男・久寧（のち為政、斉敏、鳥取藩池田治道の孫）を婿養子として迎えた。文政12年（1829年）2月7日、家督を斉敏に譲って隠居する。
天保4年（1833年）6月26日、岡山城西の丸で死去した。享年61。

## 系譜
- 父：池田治政（1750年 - 1819年）
- 母：米姫 - 鳳台院、酒井忠恭の娘
- 正室：絲子 - 伊渡子、池田重寛の娘
  - 長男：池田斉輝（1797年 - 1819年）
  - 女子：祐仙院 - 山内豊資正室
- 側室：磯野
  - 次女：金子 - 池田斉成正室[2]、のち池田斉敏正室
  - 女子：睿姫 - 松平斉省継室
- 養子
  - 男子：池田斉成（1809年 - 1826年） - 池田政芳（池田治政の三男）の長男
  - 男子：池田斉敏（1811年 - 1842年） - 島津斉興の次男

## 参考文献

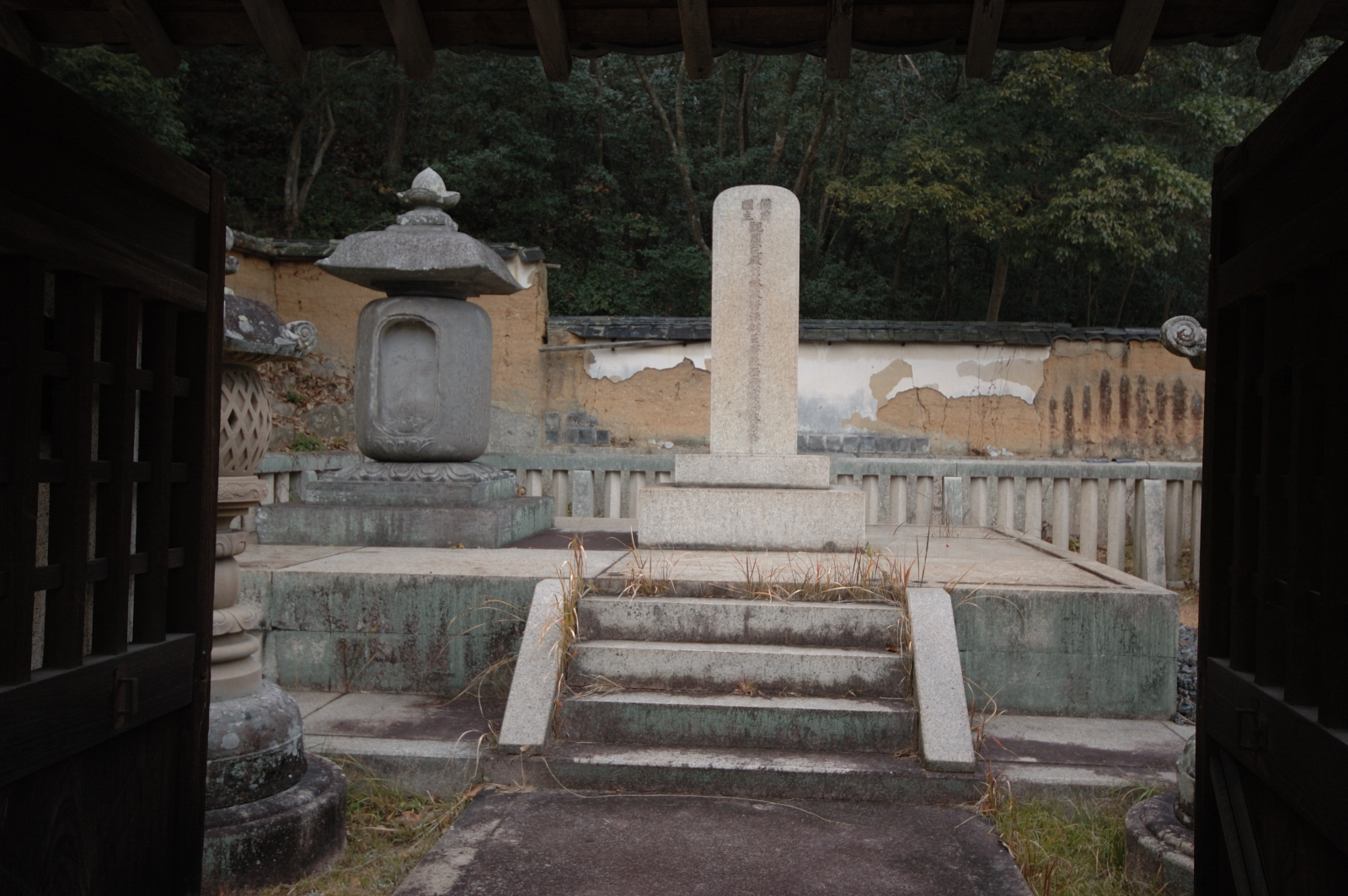
曹源寺の斉政夫妻の墓。右が斉政の墓